# آلوارت آراکلیان
آلوارت ساهاکی آراکلیان (ارمنی: Ալվարդ Սահակի Առաքելյան؛ انگلیسی: Alvard Arakelyan؛ زادهٔ ۲۴ مهٔ ۱۹۴۷) شیمی‌دان اهل ارمنستان است.

## زندگی‌نامه
وی در ۲۴ مهٔ ۱۹۴۷ در ایروان به دنیا آمد و از دانشگاه دولتی ایروان (۱۹۷۰) فارغ‌التحصیل گشت. 

## یادداشت
1. ↑  քիմիական գիտությունների դոկտոր
2. ↑  Institute of Fine Organic Chemistry